# Michel Scheuer
Pour les articles homonymes, voir Scheuer.
Michel Scheuer, né le 20 mai 1927 à Rodange (Luxembourg) et mort le 31 mars 2015  à Krefeld (Allemagne), est un kayakiste allemand.

## Palmarès
- Jeux olympiques d'été
  - Jeux olympiques d'été de 1952 à Helsinki
    -  médaille de bronze en K1 (10 000 m)

  - Jeux olympiques d'été de 1956 à Melbourne
    -   médaille d'or en K2 (1 000 m)
    -  médaille de bronze en K1 (10 000 m)
- Championnats du monde
  - Championnats du monde de course en ligne de canoë-kayak de 1954 à Mâcon
    -  médaille d'argent en K2 (1 000 m)

  - Championnats du monde de course en ligne de canoë-kayak de 1958 à Prague
    -  médaille d'or en K4 (1 000 m)
    -  médaille d'or en K4 (10 000 m)